# Renault 4
Renault 4 var en fransk minibil, der blev produceret fra 1961 til 1993.
Renault 4 debuterede ved Paris Motor Show i 1961, og var i direkte konkurrence med Citroën 2CV, der blev lanceret 13 år tidligere i 1948. Modellen blev hurtigt meget populær, og blev i alt produceret i 8.135.424 eksemplarer i dens 32 år lange levetid.

## Teknik
I starten fandtes Renault 4 med en 0,7 liters 4-cylindret motor og 3-trins manuel gearkasse. Senere fulgte en 845 cm³-motor med 34 hestekræfter og en 4-trins manuel gearkasse. 0-100 km/t tog 26 sekunder, og farten toppede ved 123 km/t. Senere blev motorer på 1,0 og 1,1 liter tilføjet.
Undervognen i Renault 4 var aldeles særpræget, da man brugte tværliggende torsionsstænger til baghjulsophæget, hvilket gav mere plads i kabinen. Da torsionsstængerne lå side om side, var akselafstanden længere i den ene side end den anden. Denne kombination blev senere ført videre på Renault 16 og Renault 5 m.fl. Forhjulsophænget benyttede langsliggende torsionsstænger. Systemet var stærkt inspireret af Citroën H som kørte med et lignende system også med uens akselafstand.

## Renault 4 som postbil
I 1962 anskaffede det danske postvæsen de første 5 styk Renault 4 van, eller F4 som varevognen blev kaldt, på prøve. Bilens terrængående egenskaber, bekvemme adgang til varerummet, driftssikkerheden og få udgifter til vedligeholdelse, gjorde den til den ideelle postbil. Over 8.000 Renault 4 van blev erhvervet mellem 1962 og 1988, hvor modellen var i tro tjeneste hos postvæsnet. Den sidste Renault 4 postbil blev dog først taget ud af tjeneste i 1999.

## Versioner
- Renault 3, 1961
- Renault 4 Parisienne 1964, der appellerede til det kvindelige publikum.
- Renault 4 Plen Air